# Америчка лепота
Америчка лепота (енгл. American Beauty) је амерички хумористичко-драмски филм из 1999. године, који је режирао Сем Мендес (у свом редитељском дебију), према сценарију Алана Бола. Главну улогу у филму тумачи Кевин Спејси као Лестер Бернам, службеник маркетиншке фирме који има кризу средњих година када се заљуби у најбољу пријатељицу своје ћерке тинејџерке, коју игра Мина Сувари. Анет Бенинг глуми Лестерову материјалистичку жену, Каролин, а Тора Берч игра њихову несигурну ћерку Џејн. У споредним улогама су Вес Бентли, Крис Купер и Алисон Џени. Академици су описали Америчку лепоту као сатиру тога како америчка средња класа доживљава лепоту и лично задовољство; даља анализа се фокусирала на филмска истраживања романтичне и очинске љубави, сексуалности, материјализма, самоослобођења и сексуалног зближавања.
Филм је сниман у Калифорнији од децембра 1998. до фебруара 1999. године, а објавио га је DreamWorks Pictures у Северној Америци 17. септембра 1999. године, и наишао је на широко признање критичара и публике. Зарадио је преко 350 милиона долара широм света у односу на буџет од 15 милиона долара, поставши девети филм са највећом зарадом те године. Рецензенти су похвалили већину аспеката продукције, нарочито Мендесову режију, Спејсијеву улогу и Болов сценарио, премда су неки критиковали познате типове ликова и окружења. DreamWorks је био покренуо велику маркетиншку кампању како би повећао шансе Америчке лепоте за успех на додели Оскара, након контроверзне одлуке да Заљубљени Шекспир буде награђен у категорији за најбољи филм годину дана раније.
На 72. додели Оскара, филм је победио у пет категорија: за најбољи филм, најбољу режију, најбољег глумца (Спејси), најбољи оригинални сценарио и најбољу фотографију. Био номинован и освојио је многе друге награде и признања, углавном у категоријама за режију, сценарио и глуму.

## Радња
Лестер Бернам, средовечни службеник маркетиншке фирме из предграђа, презире свој посао и несрећно је ожењен неуротичном, амбициозном агенткињом за некретнине Каролин. Њихова 16-годишња ћерка Џејн мрзи своје родитеље и има ниско самопоштовање. Пензионисани маринац пуковник Френк Фитс, његова интровертна супруга Барбара, и њихов син тинејџер Рики усељавају се у суседну кућу. Рики документује свет око себе камкордером, прикупљајући снимке на видео касети у својој спаваћој соби, док проналази лепоту на неочекиваним местима и стварима. Да би платио залихе, продаје марихуану, а свој хонорарни посао у угоститељству користи као параван. Френк, строг и насилан дисциплинар, раније је послао Рикија у психијатријску болницу и војну школу. Геј пар Џим Олмејер и Џим Беркли, такође суседи Бернамових, желе добродошлицу породици Фитс, што љути Френка, хомофоба.
Једне вечери током представе навијачица на полувремену школске кошаркашке утакмице, Лестер се заљубљује у Џејнину пријатељицу Анџелу Хејз, која се често својим другарицама из разреда хвали да је сексуално искусна. Он почиње да има сексуалне фантазије о њој, у којој се латице црвених ружа јављају као сталан мотив. Каролин започиње аферу са ожењеним ривалским агентом за некретнине Бадијем Кејном. Лестер напушта посао, уцењује свог претпостављеног Бреда да му да издашну отпремнину и запошљава се као кувар у ресторану брзе хране. Он такође купује свој аутомобил из снова, Pontiac Firebird из 1970. године, и почиње опсесивно да вежба након што је чуо Анџелу како говори Џејн да би спавала са Лестером ако би побољшао своју физичку форму. Почиње да пуши марихуану коју му набавља Рики и флертује са Анџелом сваки пут када она посети Џејн. Пријатељство девојака јењава када Џејн започне везу са Рикијем; док Анџела мисли да је Рики чудан, Џејн га цени што се усредсредио на лепоту коју види у њој.
Лестер открива Каролинино неверство када она заједно са Бадијем наручи храни у његовом ресторану, али његова реакција је потпуно индиферентна. Бади се плаши скупог развода и окончава аферу, док је Каролин понижена и истовремено фрустрирана због пословних неуспеха. Френк проналази Рикијев снимак Лестера како вежба без одеће и постаје сумњичав према њиховом пријатељству, претпостављајући да су у сексуалној вези након што их види како заједно узимају дрогу; он бесно оптужује Рикија да је геј и избацује га из куће, на шта Рики пркосно пристаје. Каролин, док се вози кући, из претинца вади пиштољ који је раније купила. Код куће, Џејн се свађа са Анџелом око њеног интересовања за Лестера када их Рики прекине да би замолио Џејн да оде са њим у Њујорк, након чега он говори Анџели да је незанимљива и непривлачна.
Френк опрезно прилази Лестеру у његовој гаражи, затим се сломи и у сузама га грли. Лестер теши Френка све док Френк не покуша да га пољуби, па га он нежно одбије. Лестер проналази Анџелу саму и теши је, а затим јој признаје да га привлачи. Кад је почео да је свлачи на каучу, она му признаје да је невина. Лестер схвата да се претварала да је сексуално искусна, па није у стању да настави. Њих двоје се повезују док деле своје фрустрације. Анџела одлази у купатило док се Лестер смешка породичној фотографији, када скривена прилика пуца Лестеру у потиљак из непосредне близине.
Рики и Џејн, који су раније размишљали да сами убију Лестера, проналазе Лестерово тело. Каролин одбацује свој пиштољ и жалосно грли Лестерову одећу. Френк, у крвавој мајици, открива се као Лестеров убица по повратку кући, а види се да пиштољ недостаје у његовој колекцији. Лестерова завршна нарација описује значајна искуства током његовог живота, за која изражава захвалност. Упркос томе што је убијен, коначно је срећан што зна да се лепота може наћи било где у свету.

## Улоге
| Глумац        | Улога               |
| ------------- | ------------------- |
| Кевин Спејси  | Лестер Бернам       |
| Анет Бенинг   | Каролин Бернам      |
| Тора Берч     | Џејн Бернам         |
| Вес Бентли    | Рики Фитс           |
| Мина Сувари   | Анџела Хејз         |
| Крис Купер    | пуковник Френк Фитс |
| Питер Галагер | Бади Кејн           |
| Алисон Џени   | Барбара Фитс        |
| Скот Бакула   | Џим Олмејер         |
| Сем Робардс   | Џим Беркли          |

## Награде
- Оскар за најбољи филм (Брус Коен, Ден Џинкс)
- Оскар за најбољег главног глумца (Кевин Спејси)
- Оскар за најбољег режисера (Сем Мендез)
- Оскар за најбољи оригинални сценарио (Алан Бол)
- Оскар за најбољу фотографију (Конрад Хол)
- БАФТА награда за најбољи филм (Брус Коен, Ден Џинкс)
- БАФТА награда за најбољег глумца у главној улози (Кевин Спејси)
- БАФТА награда за најбољу глумицу у главној улози (Анет Бенинг)
- БАФТА награда за најбољу монтажу (Тарик Анвар), (Кристофер Гринбери)
- БАФТА награда за најбољу кинематографију (Конрад Хол)
- БАФТА награда за најбољу музику (Томас Њуман)
- Награда Удружења филмских глумаца за најбољег глумца у главној улози (Кевин Спејси)
- Награда Удружења филмских глумаца за најбољу глумицу у главној улози (Анет Бенинг)
- Награда Удружења филмских глумаца за најбољу филмску поставу (Кевин Спејси, Анет Бенинг, Тора Берч, Мина Сувари, Вес Бентли, Крис Купер, Алисон Џени, Питер Галагер)